# De sidste
De sidste er en dansk kortfilm fra 1999, der er instrueret af Martin Lyngbo.

## Handling
Fire mennesker bor i en skurvogn ved en å. De har hverken kontakt med omverdenen, fortid eller fremtid. I deres eksistentielle vakuum vokser en voldsom drømmeverden frem, der truer med at overtage og udslette virkeligheden.